# Ники Джейн
Ники Джейн (на английски: Nikki Jayne) е артистичен псевдоним на британската порнографска актриса Саманта Джейн Хейууд (Samantha Jane Haywood), родена на 10 юни 1985 г. в град Манчестър, Великобритания и израснала в град Уигън.

## Награди и номинации
Номинации за индивидуални награди
- 2009: Номинация за AVN награда за най-добра нова звезда.[4]
- 2009: Номинация за XBIZ награда за нова звезда на годината.[4][5]
- 2009: Номинация за XRCO награда за нова звезда.[4]
- 2009: Номинация за Hot d'Or награда за най-добра европейска звезда.[6][7]
- 2011: Номинация за XRCO награда за най-добра актриса.[8][9]

Номинации за награди за изпълнение на сцени
- 2009: Номинация за AVN награда за най-добра секс сцена с двойно проникване – заедно с Бен Инглиш и Мик Блу за изпълнение на сцена във филма Експериментът на Ники Джейн.[4]

Други признания и отличия
- 2008: Мис XBIZ лято.[4]